# Episodi di Diario di una nerd superstar (quarta stagione)
La quarta stagione della serie televisiva Diario di una nerd superstar è andata in onda, come la precedente, in due parti. La prima parte (ep. 1-11) è stata trasmessa negli Stati Uniti d'America sul canale MTV dal 15 aprile al 17 giugno 2014, mentre in Italia, anche qui su MTV, va in onda a partire dal 24 settembre al 29 ottobre 2014. La seconda parte (ep. 12-21) viene trasmessa negli Stati Uniti d'America dal 23 settembre 2014, mentre in Italia è trasmessa dal 10 al 29 novembre 2014 (e dal 13 febbraio al 21 maggio 2024, su Canale 21, ogni martedì con un doppio episodio quotidiano).
In questa stagione non appare più Jessica Lu, nel ruolo di Ming.
| nº | Titolo originale          | Titolo italiano                   | Prima TV USA      | Prima TV Italia   |
| -- | ------------------------- | --------------------------------- | ----------------- | ----------------- |
| 1  | No Woman Is an Island     | Ricominciare                      | 15 aprile 2014    | 24 settembre 2014 |
| 2  | Listen to This            | Adesso ascolta                    | 22 aprile 2014    | 1º ottobre 2014   |
| 3  | Touched by an Angel       | Matricole e mentori               | 29 aprile 2014    | 1º ottobre 2014   |
| 4  | Sophomore Sluts           | Sgualdrine di seconda             | 6 maggio 2014     | 8 ottobre 2014    |
| 5  | Overnight                 | Una notte da leoni                | 13 maggio 2014    | 8 ottobre 2014    |
| 6  | Crowning Moments          | La corona della gloria            | 20 maggio 2014    | 15 ottobre 2014   |
| 7  | After Hours               | Il concerto della discordia       | 27 maggio 2014    | 15 ottobre 2014   |
| 8  | Prison Breaks             | Evasioni                          | 3 giugno 2014     | 22 ottobre 2014   |
| 9  | My Personal Statement     | Trovare la propria voce           | 10 giugno 2014    | 22 ottobre 2014   |
| 10 | Snow Job (Part 1 e 2)     | La gita in montagna - 1 e 2 parte | 17 giugno 2014    | 29 ottobre 2014   |
| 11 | Snow Job (Part 1 e 2)     | La gita in montagna - 1 e 2 parte | 17 giugno 2014    | 29 ottobre 2014   |
| 12 | Finals                    | Notte prima degli esami           | 23 settembre 2014 | 10 novembre 2014  |
| 13 | Auld Lang Party           | Il patto di non rimorchio         | 30 settembre 2014 | 10 novembre 2014  |
| 14 | Welcome to Hell           | Benvenuti all'inferno             | 7 ottobre 2014    | 17 novembre 2014  |
| 15 | Bonfire of the Vanities   | Il falò delle vanità              | 14 ottobre 2014   | 17 novembre 2014  |
| 16 | #Drama                    | Hastag vendetta                   | 21 ottobre 2014   | 22 novembre 2014  |
| 17 | The New Sex Deal          | Salvate San Valentino             | 28 ottobre 2014   | 22 novembre 2014  |
| 18 | Girl Rules                | Le regole delle ragazze           | 4 novembre 2014   | 29 novembre 2014  |
| 19 | Over the Hump             | Tutto viene a galla               | 11 novembre 2014  | 29 novembre 2014  |
| 20 | Sprang Break (Part 1 e 2) | Vacanze movimentate - 1 e 2 parte | 18 novembre 2014  | 29 novembre 2014  |
| 21 | Sprang Break (Part 1 e 2) | Vacanze movimentate - 1 e 2 parte | 25 novembre 2014  | 29 novembre 2014  |

## Ricominciare
- Titolo originale: No Woman Is an Island
- Diretto da: Peter Lauer
- Scritto da: Mike Chessler e Chris Alberghini

### Trama
Jenna inizia l'ultimo anno decisa a ripartire da zero ma subisce diverse umiliazioni a scuola e a casa. Per non pensare troppo a Matty, decide di focalizzarsi sull'ambito didattico. Ming è partita per il Vermont. Nell'ultima parte dell'episodio Matty va a casa di Jenna, questa pensando fosse venuto per lei lo accoglie calorosamente, lui invece le chiede aiuto per i fascicoli da compilare per l'università. Jenna risponde freddamente, essendo 137 nella graduatoria e lo manda via. La vita sessuale di Jake e Tamara non va bene, e lei lo dice per sbaglio al microfono del campo durante la notte dei maturandi. Jenna va a casa di Matty per aiutarlo, e i due finiscono a letto insieme. Intanto a scuola arriva una nuova ragazza da New York chiama Eva.

## Adesso ascolta
- Titolo originale: Listen to This
- Diretto da: Ashley Rickards
- Scritto da: Christy Stratton

### Trama
```
Jenna durante il video musicale di Jake, cade e si rompe un dente. Mentre Matty cerca il kit medico scopre i documenti nei quali c'è scritto che è stato adottato. Jenna va dal dentista che le toglie anche i denti del giudizio e non può parlare per 24h. Inizia quindi ad ascoltare le persone, ed è brava: con Valerie, con Tamara che viene lasciata da Jake e con le ragazze per le quali fa la consulente. Solo che Matty non le rivolge la parola e lei non sa perché. Quando ricomincia a parlare va dal ragazzo e le chiede spiegazione e lui le urla che è stato adottato e che non è un suo problema.
```

## Matricole e mentori
- Titolo originale: Touched by an Angel
- Diretto da: Jay Karas
- Scritto da: Jenna Lamia

### Trama
Jenna affronta Matty per sapere come sta, i due si dicono che si piacciono, ma dato che Matty non vuole parlare con nessuno diventano tromba amici. Intanto inizia la settimana nella quale ad una ragazza dell'ultimo anno viene affiancata una matricola, ma Jenna come mentore non fa un buon lavoro, perché la sua matricola "angel" viene inspirata dalla madre di Jenna a rimanere incinta a 17 anni. Tamara è gelosa di Jake e di tutte le ragazze che gli stanno intorno, per questo crea un account falso per parlarci e tenerlo sott'occhio. Matty e Jenna litigano, ma lui le confessa che non vuole restare da solo e che per ora gli va bene il loro rapporto, ma non parlare. Jenna va casa sua per chiarire bene il rapporto e stargli vicino, ma alla porta apre Eva che dice a Jenna che Matty è debole e gli serve una persona con cui parlare.

## Sgualdrine di seconda
- Titolo originale: Sophomore Sluts
- Diretto da: Jay Karas
- Scritto da: Sarah Walker

### Trama
Le squadrone di secondo interferiscono nella settimana magica nella quale le ragazze dell'ultimo anno hanno sempre vinto tutte le sfide. L'ultimo anno perde la gara del leprotto paffuto, del miglior corridoio. Intanto una nuova ragazza di secondo si mette in mezzo nella vita di Matty per fare solo del sesso e lui dopo che la madre se la prende perché ha ammaccato la macchina senza dirle niente lascia il lavoro e va dalle ragazze di secondo. Jenna si sente completamente tirata fuori dalla vita di Matty: aveva eva per parlare e quell'altra per andare al letto. Per questo Jenna esclude dalla sua vita Eva, la quale durante la partita di football contro quelle di secondo difende Jenna, iniziando una rissa in campo. Matty ad una festa con Jake e le squadrine di secondo distrugge la sua macchina.

## Una notte da leoni
- Titolo originale: Overnight
- Diretto da: Nell Scovell
- Scritto da: Leila Cohan-Miccio

### Trama
Jenna e Tamara vanno alla notte per i colloqui al college. Intanto Valerie convoca Matty e gli dice che questi cambiamenti sono sintomo che lui stia diventando gay. Il ragazzo le spiega di no, e quella sera dato che sia Jake e sia Sadie sono tristi fa una festa tra loro, nella quale viene anche Eva. Intanto al college Tamara va a una festa di una confraternita e si ubriaca e Jenna va a vedere il concerto della band della sua guida del college, che ha fatto lettere. A casa di Matty intanto le ragazze si fanno il bagno in piscina in topeless e Matty si ubriaca. Sadie lo porta a letto e il ragazzo scrive a Jenna che però era a letto con Luke, la guida, che le interessa molto. I due si vedranno la settimana prossima. Sadie e Matty dormono insieme e Eva la mattina dopo gli fa una foto ricatto. Tamara sbronza va al colloquio e va male, mentre quello di Jenna va molto bene.

## La corona della gloria
- Titolo originale: Crowning Moments
- Diretto da: Ryan Shiraki
- Scritto da: Liz Sczudlo

### Trama
Jenna organizza il concorso di Mr Palos Hills al quale partecipano anche Jake, Matty, Ty e Kyle. Luke la raggiunge per la serata durante il quale Matty rivela di sapere di essere stato adottato alla madre. Luke se ne va dopo che Matty fa una scenata a Jenna. Luke in realtà era uscito per prendere un caffè e dei fiori per la sua ragazza. Quando Jenna lo raggiunge si baciano e Matty li vede. In finale arrivano Ty e Kyle ma a vincere è il fratellastro di Lissa. Jake scopre che Tamara è Autumn e le dice che è una pazza e che tra loro è finita.

## Il concerto della discordia
- Titolo originale: After Hours
- Diretto da: Ryan Shiraki
- Scritto da: Ryan O'Connell

### Trama
Jake, Tamara,  Jenna e Matty avevano comprato i biglietti per il concerto degli Echosmith ma non essendo più coppie non sanno se andare. Luke consiglia a Jenna di andare con Matty che accetta. Jake e Tamara invece litigano per i biglietti e alla fine li ottiene Tamara. Jenna desiderosa di trovare una fidanzata per Matty chiede a Eva di accompagnarlo e così Jenna, Tamara, Eva , Matty, Sadie e Austin si dirigono al concerto ma su consiglio di Eva fanno una sosta per dei documenti falsi. Eva e Matty sembrano avere una buona sintonia e Jenna si ingelosisce. Dopo che le hanno rubato la macchina Tamara chiama Jake che li raggiunge in macchina e li porta al deposito auto. Jenna si scusa con Matty per essere stata scortese e Matty la tratta male dicendo di non aver bisogno della sua benedizione. Alla fine Jenna, Tamara e Sadie, appena tornata single dopo che Austin l'ha lasciata a causa della foto di Eva che la ritraeva sul letto con Matty, sono in macchina insieme e Jenna ricevuto un messaggio di Luke decide di raggiungerlo. Matty, Eva e Jake si ubriacano e Eva scende dall'auto per chiamare un taxi. In quel momento arriva un poliziotto che arresta Matty e Jake, mentre Eva se ne va.

## Evasioni
- Titolo originale: Prison Breaks
- Diretto da: Ryan Shiraki
- Scritto da: Todd Waldman

### Trama
Jake e Matty passano la notte in penitenziario. Jenna arriva al college di Luke e lo trova steso sul letto con una ragazza a farsi fare un massaggio. Si scoprirà poi che quella è la sua migliore amica lesbica. Tamara non avendo trovato un ragazzo in college farà l'amore con la migliore amica di Luke. Infatti per questo Jenna e Tamara vivranno un'esperienza in pieno stile college. Eva chiama Jenna per aiutare Matty e Jake; Jenna gli dice di chiamare il fratello di Matty. Quando Matty esce di prigione, Eva gli dice che Jenna non gli è stata di grande aiuto.

## Trovare la propria voce
- Titolo originale: My Personal Statement
- Diretto da: Peter Lauer
- Scritto da: Allison M. Gibson

### Trama
Gemma deve trovare la propria voce

## La gita in montagna - 1 parte
- Titolo originale: Snow Job (Part 1)
- Diretto da: Peter Lauer
- Scritto da: Mike Chessler e Chris Alberghini

### Trama
Tutta la banda parte per una gita in montagna tranne Sadie che rimane a casa a causa di un litigio con Eva. Jenna viene presto raggiunta da Luke e iniziano la vacanza. Eva fa litigare Matty e Jenna e Luke è stanco dei drammi liceali, così se ne va. Sadie intanto cerca informazioni su Eva e scopre che in realtà si chiama Amber e non è quell'angelo che sembra. Avute le informazioni dalla nonna parte per la montagna e raggiunge Jenna e insieme decidono di cercare Eva e Matty. Intanto Tamara e Jake rinnovano la loro amicizia mentre Lissa e Ty passano la notte nella stessa camera.

## La gita in montagna - 2 parte
- Titolo originale: Snow Job (Part 2)
- Diretto da: Peter Lauer
- Scritto da: Mike Chessler e Chris Alberghini

### Trama
Sadie e Jenna, con l'aiuto di Sergio, arrivano da Matty e Eva e scoprono che questa è incinta, ma Sadie non le crede. Salta la luce in tutta la città e Jenna aiuta Matty con le candele quando entrano i proprietari che non conoscono Eva. Sadie e Jenna raccontano a Matty di Eva e lui rimane fedele alla sua ragazza. Il mattino dopo ripartono per tornare a casa e fanno una sosta dove Jenna chiama Luke per scusarsi ma lui la lascia dicendole di concentrarsi sul liceo ed Eva fa il test di gravidanza risultando positiva. Tamara e Jake tornano amici, Lissa e Ty si baciano e Valerie incontra il suo orso, che si rivela essere un uomo affascinante, ma lei lo respinge. Intanto il padre di Jenna si sloga una caviglia sulle piste.

## Notte prima degli esami
- Titolo originale: Finals
- Diretto da: Rebecca Asher
- Scritto da: Leila Cohan-Miccio

### Trama
Jenna va a trovare Luke ma lui esce con un'altra ragazza. Jenna è preoccupata per Matty perché Eva non vuole che i due parlino. Ty e Lissa cercano di tenere la loro relazione segreta. Tamara scopre da Eva che è incinta e che lei e Matty si sposeranno presto. Jenna corre da Matty ma lui le dice che sta superando il limite; Jenna esausta chiude l'amicizia con Matty. Jenna torna a casa e incontra Luke che le dice di voler concentrarsi sullo studio. Lacey convince Jenna a riprendere a studiare statistica e le da' una mano. Eva stuzzica Jenna, ma Matty le vede e sente tutto. Jenna prende 98 all'esame. Matty va a scegliere l'anello, ma rivela a Eva di sapere che ha mentito: Eva ha trovato il test di gravidanza di Gloria e l'ha tenuto, lei lo scopre e Eva le regala gli orecchini della madre di Matty per tapparle la bocca. Matty da un ultimatum a Eva e le dice di andarsene e corre da Jenna.

## Il patto di non rimorchio
- Titolo originale: Auld Lang Party
- Diretto da: Mike Chessler
- Scritto da: Sarah Walker

### Trama
È capodanno e sono tutti invitati alla festa che Ally darà a casa sua. i ragazzi scoprono di essere stati ingannati : sono stati reclutati per fare i camerieri gratis, la festa è noiosissima e solo con adulti, tra cui la madre di Matty, quella di Jenna e l'immancabile Valerie. Per ripicca le ragazze mettono online un invito aperto a tutti per la festa. Ally però invece di arrabbiarsi è felice di vedere la sua noiosa festa da adulti trasformata in un party scatenato. Jenna e Matty si sono ripromessi di non flirtare con nessuno alla festa con un 'patto di non rimorchio' e di essere insieme allo scoccare della mezzanotte per passare così una serata tranquilla, senza l'assillo di fare nuove conoscenze. Mentre Matty riesce a sabotare l'approccio di un ragazzo nei confronti di Jenna , lei quando vede Matty chiacchierare allegramente con una ragazza non se la sente di interromperli così va a fare un giro per la casa. Jenna si imbatte in Owen, un ragazzo timido, che sta suonando il pianoforte per distrarsi e i due hanno una divertente conversazione. Jenna però si allontana per cercare Matty in vista della mezzanotte. per un equivoco però Jenna crede che Matty si sia appartato con una donna più grande che aveva flirtato con lui e Jake ad inizio serata. la donna misteriosa invece è con Jake, così torna dal pianista e i due si baciano. Valerie intanto litiga con la madre di Jenna perché scopre di non essere considerata la sua migliore amica ; Tamara passa tutta la sera con un ragazzo appena conosciuto.

## Benvenuti all'inferno
- Titolo originale: Welcome to Hell
- Diretto da: Chris Alberghini
- Scritto da: Ryan O'Connell

### Trama
Jenna ha infranto il 'voto di non rimorchio' fatto a Matty per la festa di capodanno ma è tranquilla sia perché è convinta che Matty abbia fatto altrettanto,sia perché non crede di incontrare più Owen. Invece la realtà è ben diversa. Mentre parlano della serata Jenna scopre che Matty era con sua madre a mezzanotte, in più incontra Owen a scuola:il ragazzo è uno studente più piccolo di lei e per di più si  è preso una bella cotta per Jenna e vorrebbe iniziare una storia con lei.

## Il falò delle vanità
- Titolo originale: Bonfire of the Vanities
- Diretto da: Gregory Guzik
- Scritto da: Liz Sczudlo

### Trama
Jenna e Tamara scoprono che esiste un catalogo nascosto in una rubrica telefonica di tutte le ragazze della Palos Hills e dopo averlo trovato in biblioteca lo sfogliano. Jenna scopre di aver ricevuto un bruttissimo voto da qualcuno e capisce subito che si tratta di Matty. Matty intanto cerca di attirare l'attenzione di Gabby, una tennista molto brava. Al falò della Palos Hills Matty butta l'elenco telefonico nel fuoco guadagnandosi un appuntamento con Gabby. Sergio fa capire a Sadie di tenere molto a lei e che non c'è bisogno di fare la stronza. Tamara a fine serata apre, con il PC di Jenna, un elenco telefonico online di tutti i ragazzi della scuola. Jenna chiarisce le cose con Owen che era li per suonare con un gruppo la canzone "la prima volta" rimodernata che ha dedicato a Jenna.

## Hashtag vendetta
- Titolo originale: #Drama
- Diretto da: Claire Scanlon
- Scritto da: Steve Yockey

### Trama
Il database di voti sui ragazzi creato anonimamente da Jenna e Tamara si diffonde in tutta la scuola creando diversi litigi.
Nel frattempo Jenna rivela a Tamara di aver baciato Owen a Capodanno e di essere andata a letto con lui una sola volta; così scopre che anche Tamara si frequenta con Owen e le due litigano.
Matty organizza un'uscita a quattro con Sadie e Sergio per fare colpo su Gabby, giocano a minigolf ma l'appuntamento va male e Gabby va via irritata.
Valerie per riportare la pace nella scuola organizza un incontro con tutti gli studenti dell'ultimo anno per farli esprimere apertamente i loro sentimenti ed in questa occasione Jenna e Tamara fanno pace.
Infine Jenna cancella il database prima che Tamara possa impedirglielo così l'intera scuola viene a sapere che l'amministratrice del sito è Jenna Hamilton.

## Salvate San Valentino
- Titolo originale: The New Sex Deal
- Diretto da: Claire Scanlon
- Scritto da: Todd Waldman

### Trama
L'intera scuola odia Jenna e nessuno sa che Tamara è stata sua complice nella creazione del database.
Nel frattempo Tamara sta organizzando il ballo di San Valentino che si prospetta un fiasco a causa della formazione di 2 gruppi nella scuola: ragazzi e ragazze. Jenna decide di voler salvare il San Valentino per cui prenota un partybus che li porti tutti insieme al ballo. Il bus si rivela un rottame ma Jenna non si abbatte, così organizza un gioco "Io non ho mai" (ognuno deve dire qualcosa chi non l'ha fatta beve). I ragazzi si scambiano un paio di battute taglienti e Jenna scopre che Matty ha prenotato una stanza per lui e Gabby.
Arrivano al party che inizialmente è un mortorio ma dopo un discorso di Jenna e Tamara che ammette di essere sua complice le cose cambiano. Matthew e Jenna litigano per una battuta che lei ha fatto davanti a Gabby e Matty dà la chiave della stanza a Tamara e Jake che passano la notte insieme.
La mattina seguente Jenna e Matty fanno pace poiché Matty scopre che Gabby è vergine e vale la pena aspettare per qualcosa che vuole; Jenna ripensa che in passato con lei al non ha aspettato pur sapendo che era la sua prima volta.

## Le regole delle ragazze
- Titolo originale: Girl Rules
- Diretto da: Uta Briesewitz
- Scritto da: Jenna Lamia

### Trama
È il compleanno di Matty. Jenna compra un cupcake alla macchinetta e lo consegna a Matty con una candelina sopra e lui la ringrazia. Subito dopo Gabby canta in coro con le sue compagnie una canzone per Matty e gli regala i biglietti per i Lakers e una torta di cupcake. Jenna è gelosa e dopo un iniziale riufto accetta di andare alla festa di compleanno di Matty organizzata da Gabby. Lei le chiede una mano e Jenna accetta. Jenna, che aspettava la lettera di ammissione dalla Lockard, rimane delusa dopo aver scoperto che è Lacey ad aver ricevuto l'ammissione. Matty è grato a Jenna per aver aiutato Gabby per la festa mentre lui era con Jake in uno strip club. Mentre è da Jenna apre la lettera e scopre che suo padre si chiama Daniel Duran e bacia Jenna.

## Tutto viene a galla
- Titolo originale: Over the Hump
- Diretto da: Uta Briesewitz
- Scritto da: Allison M. Gibson

## Vacanze movimentate - 1 parte
- Titolo originale: Sprang Break (Part 1)
- Diretto da: Peter Lauer
- Scritto da: Mike Chessler e Chris Alberghini

### Trama
I ragazzi vanno in vacanza in Messico, i genitori di Jenna scoprono che aspettano un bambino ma non sanno come dirlo alla figlia mentre lei rifiutata da Matty incontra un ragazzo sulla spiaggia e ne fa la sua conoscenza, gabbi è sempre più gelosa di Jenna.

## Vacanze movimentate - 2 parte
- Titolo originale: Sprang Break (Part 2)
- Diretto da: Peter Lauer
- Scritto da: Mike Chessler e Chris Alberghini

Matty vorrebbe rimettersi con Jenna, dopo aver capito che è la sua anima gemella, ma lei è impegnata con Brian, il ragazzo conosciuto in spiaggia; Tamara decide di sposare un amico di Brian. Jake viene rifiutato da una università e ne parla con Gabby( la nuova ragazza di Matty) ma alla fine le cose tra loro prendono una piega ben diversa.